# Богдан А093
Богдан А093 — 8,2-метровий автобус середнього класу українського виробництва, що випускався ПАТ «Черкаський автобус» з 2009 по 2012 роки. Автобус має конструкцію кузова, побудовану на шасі та головних агрегатах японських автобусів Isuzu. А093 є подовженою версією автобуса Богдан А092.
З 2012 року рестайлінгові версії А093 називаються Ataman А093.

## Модифікації
За час виробництва було виготовлено кілька модифікацій:
- Богдан А093.01 — міський автобус з 5-ступеневою механічною коробкою передач, двигуном ISUZU 4HG1 потужністю 89 кіловат, відповідає екологічним нормам Euro-0;
- Богдан А093.02 — міський автобус з 5-ступеневою механічною коробкою передач, двигуном ISUZU 4HG1-T потужністю 89 кіловат, відповідає екологічним нормам Euro-2;
- Богдан А093.04 — міський автобус з 6+1-ступеневою механічною коробкою передач, двигуном ISUZU 4HK1-XS потужністю 129 кіловат, відповідає екологічним нормам Euro-3.
- Богдан А093.12 — приміський автобус з 5-ступеневою механічною коробкою передач, двигуном ISUZU 4HG1-T потужністю 89 кіловат, відповідає екологічним нормам Euro-2.
- Богдан А093.14 — приміський автобус з 6+1-ступеневою механічною коробкою передач, двигуном ISUZU 4HK1-XS потужністю 129 кіловат, відповідає екологічним нормам Euro-3.
- Богдан D092S2 — шкільний автобус з 6+1-ступеневою механічною коробкою передач, двигуном ISUZU 4HK1-XS потужністю 129 кіловат, відповідає екологічним нормам Euro-3.

## Конкуренти
- БАЗ-А079
- ГалАЗ-3209
- Стрий Авто А0756